# 2004 na ciência

## Mortes
| Data        | Nome           | Profissão                                     | Nacionalidade                         | Observações                                        | Ref         |
| ----------- | -------------- | --------------------------------------------- | ------------------------------------- | -------------------------------------------------- | ----------- |
| 8 de junho  | Alwyn Williams | geólogo                                       | Reino Unido da Grã-Bretanha e Irlanda | n. 1921 Medalha Bigsby 1961 Medalha Murchison 1973 | [ 1 ] [ 2 ] |
| 28 de julho | Francis Crick  | biólogo molecular, biofísico e neurocientista | Reino Unido da Grã-Bretanha e Irlanda | n. 1916 Nobel de Fisiologia ou Medicina 1962       | [ 3 ]       |

## Prémios
Medalha Lavoisier (SCF)
- Fred McLafferty[4]